# كنيسة المسيح المتحدة
كنيسة المسيح المتحدة (بالإنجليزية: United Church of Christ)‏ (اختصارا:UCC) هي إحدى الطوائف الاميركية، طائفة مسيحية بروتستانتية في المقام الأول. ولدت من رحم اندماج اربع طوائف مختلفة، وقد حصل الاندماج الأخير من الطوائف الاربعة في عام 1957 وادى إلى نشوء كنيسة المسيح المتحدة، كانت تلك الطوائف التي اتحدت وانتجت هذه الكنيسة: هي الطائفة الجماعية، والطائفة المسيحية، والسينودس الانجيلي، والكنيسة المصلحة. مصدر سلطة الكنيسة هو الكتاب المقدس حيث هو مصدرها المرجعي، لكن اعضاءها احرار في اعتماد مقاربتهم ورؤيتهم الخاصة في لله. يصل عددأعضائها إلى مليون عضو أغلبهم في الولايات المتحدة.
تحتفظ الكنيسة بعلاقات تواصل مع الطوائف البروتستانتية الأخرى وتشارك في الجهود المسكونية في جميع أنحاء العالم، وقد أيدت الكنيسة تاريخيا آراء ليبرالية في القضايا الاجتماعية، مثل الحقوق المدنية وحقوق مثلي الجنس، وحقوق المرأة، والإجهاض. وبالرغم من ذلك فقد اعطت الكنيسة الحرية لتجمعاتها في امور منها اعتماد مقاربتهم ورؤيتهم الخاصة لله. وقد غلب على الكنيسة طابع التعددية والتنوع الغير محدود.

## تاريخ

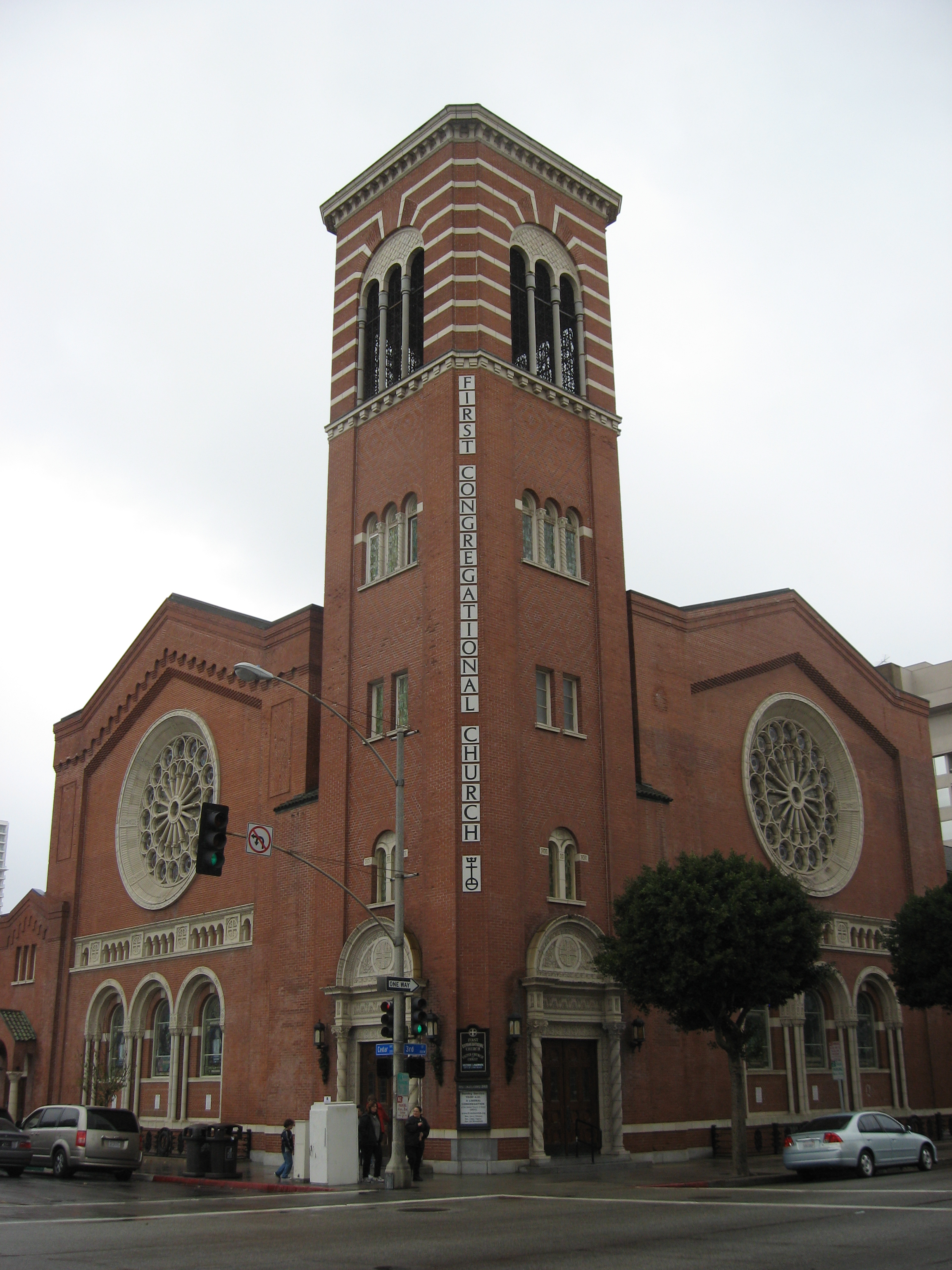

كنيسة المسيح المتحدة تأسست في عام 1957 كاتحاد للكنائس المسيحية والجماعة الإنجيلية والكنيسة البروتستانتية. تضم في عضويتها حاليا حوالي 1.7 مليون المبلغون الموجودة في أكثر من 6,400 في 39 الابرشيات المؤتمرات (الدولة والمنظمات الإقليمية)، وكنيسة المسيح المتحدة هو «أصغر» من كبرى الطوائف البروتستانتية في الولايات المتحدة. جذورها تكمن في تعاليم المصلحين القرن السادس عشر، ولا سيما مارتن لوثر واولريش زوينجلي، وكنسي.
الوحدة الأساسية للكنيسة المتحدة هي الكنيسة المحلية، التي هي مضمون الحكم الذاتي، أو الحرية، في القرارات التي تتخذها. ان الحرية هي حرية «من الإنجيل،» ومع ذلك، وفي كل هيئة اعتبارية داخل الكنيسة، سواء كانت كنيسة أو المؤتمر العام أو المجمع الكنسي هو، من المفترض محلية لاتخاذ قرارات في ضوء الإنجيل وانطلاقا من الشعور المسؤولية إلى الزمالة ككل.

## المعتقدات
تمارس كنيسة المسيح المتحدة شعائر دينية مثل المعمودية (بما في ذلك معمودية الأطفال) والعشاء السري، وتميل إلى طقوس العبادة البسيطة التي تشكل العظة فيها الجزء الأهم، وللكنائس الحرية في العمل على أساس القرار الجماعي لاعضائها. وبناء على معتقداتها الدينية اعتمدت كنيسة المسيح المتحدة بيانا ايمانيا غير ملزم في أوهايو عام 1959، وهي تشدد على كهنوت جميع المؤمنين وحرية الأعضاء في الايمان والعمل على أساس مفهومهم لمشيئة الله، كما تشجع اعضاءها على العمل من اجل العدالة وحرية جميع الشعوب.

## الهيكل التنظيمي
المجمع الكنسي العام لكنيسة المسيح المتحدة، التي تجتمع مرة كل سنتين، هو ممثل، هيئة تداولية يتألف من 675—725 المندوبين المنتخبين من المؤتمرات. الضباط من الكنيسة والمجمع الكنسي العام هي الرئيس والأمين، ومدير الشؤون المالية وأمين الصندوق. وكالات برنامج وطني يشمل الكنيسة المتحدة المجلس العالمي للوزارات، الولايات المتحدة مجلس الكنائس من أجل الوطن وزارات، ومكتب لحياة الكنيسة والقيادة، ومكتب الكنيسة في المجتمع، ومكتب الاتصال ومجلس رعاية، الولايات المتحدة مؤسسة الكنيسة، ولجنة العدل العنصري. كنيسة المسيح المتحدة هي عضو في المجلس الوطني للكنائس، ومجلس الكنائس العالمي، والتحالف العالمي للكنائس البروتستانتية.

## قائمة أعضاء كنيسة المسيح المتحدة المشهورين
يسرد هذا المقطع عن أعضاء وقادة مشهورين في الكنيسة، كانوا في الماضي أو ما زالو في الحاضر:

### السياسيون
- Daniel Akaka — عضو مجلس الشيوخ الامريكى عن ولاية هاواي. (دمقراطي)
- ماكس بوكس — عضو مجلس الشيوخ الامريكى عن ولاية مونتانا (دمقراطي)
- جون كورزاين — حاكم ولاية نيو جيرسي (Democrat)
- هوارد دين — الرئيس السابق للجنة الوطنية الديمقراطية، الحاكم السابق لولاية فيرمونت (دمقراطي)
- جيم دوغلاس - محافظ فيرمونت (جمهوري)
- Mark Fernald — السناتور السابق لولاية هامبشاير الجديدة [3]
- ميلز جودوين — الحاكم السابق لفيرجينيا
- بوب غراهام — السناتور الاميركي السابق من ولاية فلوريدا (دمقراطي)
- جاد غريغ — عضو مجلس الشيوخ الاميركي من ولاية نيوهامبشير (جمهوري)
- هيوبرت همفري — نائب الرئيس السابق للولايات المتحدة
- Jim Jeffords — السناتور الاميركي السابق من ولاية فيرمونت (مستقل)
- باراك أوباما — رئيس الولايات المتحدة الأمريكية (2009-)
- Robert Orr — مساعد الأمين العام للأمم المتحدة
- William Proxmire — السناتور الاميركي السابق من ولاية ويسكونسن (دمقراطي)

### اخرون
- William "Bill" McKinney — رئيس مدرسة المحيط الهادئ لدين، منذ1996